# 朝日電視動畫
朝日電視動畫（日语：テレ朝動画），是日本朝日電視台的內容業務局營運的網路電視台。在2009年6月25日，將原本的朝日電視BB的付費收看電視服務翻新其形態而成。
除了播放朝日電視台的節目以外，也有朝日電視動畫的原創節目。此外，也有播出付費及免費節目。

## 系統
採用了Flash Video來播放影片，作業系統為Microsoft Windows 及 Mac OS的電腦都可以觀看。另外，智慧型手機 Android 及 iOS 亦有支援播放。
因為著作權法的關係，服務限於日本國內使用。

## 註腳
1. ↑  . Impress Watch. 2009-06-23  [2012-03-12]. （原始内容存档于2014-09-12）.
2. ↑  . Impress Watch. 2009-06-26  [2012-03-12]. （原始内容存档于2016-05-24）.
3. 1 2  . 翔泳社. 2012-02-24  [2012-03-12]. （原始内容存档于2017-11-04）.
4. 1 2  . MyNavi（日语：マイナビ (企業)）. 2009-06-23  [2015-08-26]. （原始内容存档于2013-07-19）.
5. 1 2  .   [2015-08-26]. （原始内容存档于2019-09-03）.